# La bella e la bestia (miniserie televisiva)
La bella e la bestia è una miniserie televisiva del 2014 diretta da Fabrizio Costa. Co-prodotta da Italia e Spagna, è liberamente tratta dall'omonima fiaba francese, con Blanca Suárez e Alessandro Preziosi nel ruolo dei due protagonisti.

## Trama

### Prima puntata
Provenza, Francia, XVII secolo. Maurice Dubois è un armatore e commerciante marsigliese vedovo e con due figlie adulte: Évelyne la maggiore e Bella la minore. La famiglia è in crisi a causa dei cattivi commerci di Dubois e, quando egli ritorna dall'ultimo disastroso viaggio, in cui ha perso tutto il carico, si trova pressato dai debiti contratti con il principe Léon DalVille, il feudatario del luogo. Il principe lo pone dinnanzi ad un aut-aut: o Dubois gli cederà la sua nave o dovrà mandare al castello una delle proprie figlie in qualità di serva. L'uomo vorrebbe rinunciare alla nave, ma Bella, coraggiosamente e di nascosto, si mette in viaggio alla volta del castello del principe, verso le foreste alpine.
Il principe Léon è un uomo crudele e tirannico, che si diverte in maniera violenta e ha messo alla fame il villaggio vicino al suo castello, il quale, 10 anni prima, era invece il più ricco villaggio della Provenza. Léon, che tiene sempre una maschera nera sul volto, vive in compagnia dello zio, lo stravagante alchimista conte Armand, esperto di profumi, della figlia di costui, la bella e algida Hélène (innamorata dello stesso Léon), e a un ristretto numero di servitori. Inizialmente Bella è messa in difficoltà dalla diffidenza degli abitanti del castello e dalle maniere del principe, ma presto, con la sua buona volontà e la sua bontà di carattere, riesce a guadagnarsi l'amicizia degli altri servitori e anche del conte Armand.
Intanto, il principe Léon cerca di organizzare le nozze della cugina Hélène con un marchese che la donna non ama. Quando Hélène si accorge dell'interesse che il cugino nutre per la nuova arrivata, arriva a fare una scommessa con lui: se Léon riuscirà a sedurre Bella e a giacere con lei entro un tempo determinato, Hélène sposerà il marchese; in caso contrario il principe dovrà sposare proprio la cugina.
La notte i sonni di Bella sono agitati a causa di alcuni rumori inquietanti che provengono dagli appartamenti superiori al suo alloggio, una parte del castello in rovina, che mostra i segni di un vecchio incendio. Dalla servitù la ragazza viene a sapere del triste passato di Léon: egli (rimasto orfano da neonato e cresciuto dallo zio) era umile e buono con tutto il popolo del villaggio e felicemente sposato con una donna di nome Juliette, ma, una notte di 10 anni prima, la tenuta andò a fuoco, la sposa si defenestrò per sfuggire alle fiamme, e l'uomo perse la voglia di essere gentile con il popolo e la bellezza, essendo rimasto bruciato e sfregiato alla parte sinistra del viso (da quel giorno Léon porta sempre la pesante maschera bronzea sul viso, per nascondere la ferita che lo provoca, quando gli brucia, e fa sfogare la sua rabbia sul villaggio).
Ma, nel frattempo Bella e il principe cominciano ad avvicinarsi e l'uomo sembra sempre più realmente interessato alla ragazza che non alla scommessa. Si alternano momenti inquietanti e sereni, in cui i due si conoscono meglio. Alla fine l'uomo sembra riuscire ad avere la meglio sulla ragazza, guadagnandosi la sua fiducia aiutando Maurice a riprendersi economicamente. Arriva al punto da concedere a Bella di tornare a casa: se dopo tre giorni la ragazza non sarà tornata spontaneamente al castello, lui rinuncerà ad amarla.
Al tramonto del terzo giorno, Hélène pensa ormai di aver vinto, ma all'improvviso Bella compare ai cancelli del castello. Léon la bacia appassionatamente in camera sua, ma decide di non fare l'amore con lei e di aspettare ancora, essendosi ormai innamorato della ragazza. Hélène non si dà per vinta e ordina alla sua serva Corinne di rivelare a Bella la storia della scommessa. La ragazza, ferita nei sentimenti, abbandona il castello e fugge. Quando Léon la raggiunge a cavallo, sulla strada del ritorno, Bella dà sfogo al suo risentimento: il principe, offeso e infuriato, la riporta con la forza al castello.

### Seconda puntata
Dopo aver riportato Bella al palazzo, Léon accetta le nozze con la cugina, come stabilito dalla scommessa in caso avesse perso, ma contemporaneamente Bella, sofferente per la sua condizione di prigionia al castello, e disperata per non poter scappare, si ammala gravemente.
L'unico medico del villaggio però non sembra poter fare nulla per aiutare la ragazza, e Léon, profondamente preoccupato per lei, fa un voto a Dio: se Bella guarirà, lui cercherà di cambiare. Il giorno dopo, fortunatamente, Bella riapre gli occhi completamente guarita, e Léon, ricordandosi della sua promessa, decide di concederle un desiderio lasciandole del tempo per riflettere. Bella allora decide di chiedere a Léon di cancellare il debito di suo padre, e lui, seppur conscio che con l'estinzione del debito non vi sia più nessun motivo di trattenere Bella al castello, acconsente, lasciando libera la ragazza di partire. In quel frangente, Léon decide di annullare il suo matrimonio con Hélène.
Durante il viaggio verso la sua casa, Bella si accorge di come il villaggio sia caduto in miseria dopo il cambiamento di Léon, e decide di tornare da lui per chiedergli di concederle un altro desiderio, cioè quello di permettere ai bambini e agli adulti di aiutare il conte Armand cogliendo per lui le erbe nel giardino del palazzo, così che la fabbricazione e la vendita dei profumi giovino all'economia del villaggio: Léon anche stavolta acconsente, riguadagnandosi la fiducia di Bella.
Giorni dopo, Léon dà un ballo nel suo palazzo, nel quale decide di fare pubblicamente una proposta a Bella, ovvero quella di sposarlo; la ragazza però, tormentata da dubbi sul passato del nobile non gli risponde, e Léon, furioso più che mai, decide di non volerla vedere mai più, cacciandola via dal castello, permettendole però di tenere l'anello di fidanzamento che lui stesso le ha dato. Tutto ciò è stato causato in realtà da Hélène, che qualche attimo prima del ballo, ha rivelato a Bella che Juliette è stata uccisa proprio da Léon, cosa che però non è assolutamente vera. L'anello di Bella però, viene venduto da sua sorella Evelyne, che si scusa, e sfortunatamente, cade in mano a Hélène, che lo usa come arma per allontanare del tutto Bella da Léon, il quale, in preda alla rabbia, irrompe nel villaggio, dove in quel momento si stava celebrando il matrimonio dell'ingenua Evelyne con i soldi ricavati dalla vendita dell'anello, e accusa Bella davanti a tutti di averlo ingannato. In difesa della ragazza accorre André, un amico di Maurice Dubois da sempre innamorato di lei, che ha uno scontro violento con il principe nel quale resta ferito gravemente, ma riesce comunque a mandarlo via. Tornato al castello, Léon dà ordine di distruggere il laboratorio dello zio Armand creato grazie all'aiuto di Bella, e i paesani, non sopportando più i soprusi a cui sono soggetti, si rivoltano contro il castello e attaccano il principe Léon, ferendolo con un forcone, ma proprio quando stanno per ucciderlo, arriva Bella, che gli fa scudo con il suo corpo e riesce a dissuaderli dalla sete di vendetta.
Leon è sanguinante, e Bella corre subito a cercare qualcosa con cui curarlo, ma viene trascinata via da Hélène che le punta un coltello alla gola, rivelandosi la vera causa anche della morte di Juliette avvenuta 10 anni prima. Léon, sentendo le urla della ragazza, si rimette in piedi e arriva fino al balcone superiore del palazzo dove trova Hélène, che minaccia di buttare giù Bella, rivelandogli tutta la verità: lei stessa, innamorata follemente del cugino anche un decennio prima, gli rivelò, mentendo, che Juliette lo tradiva, in modo da farli litigare e far ferire lui al viso da lei. Fu poi lei ad avvelenare la ragazza, buttandola infine giù dallo stesso balcone su cui minaccia di fare la stessa cosa con Bella. Ma in quel frangente arriva anche il conte Armand, ed Hélène, distratta da lui e spaventata poiché credeva che egli fosse morto (a causa di un colpo inflittogli da lei stessa poco prima), perde l'equilibrio e precipita dalla balconata morendo, ma Leon riesce ad afferrare in tempo Bella salvandola. I due giovani, ormai completamente riconciliati, decidono infine di dimenticare l'accaduto e di sposarsi, riportando nel villaggio pace e prosperità com'era un tempo.

## Produzione
La miniserie, co-prodotta da Italia e Spagna (il titolo nella distribuzione spagnola è La bella y la bestia), è stata girata in inglese, prevalentemente in Piemonte, dove la Francia del Settecento è stata ricreata nelle sontuose residenze del castello di Agliè e di Villa della Regina a Torino. Le riprese sono durate sette mesi.